# Patrick W. Tompkins
Patrick Watson Tompkins (* 1804 in Kentucky; † 8. Mai 1853 in San Francisco, Kalifornien) war ein US-amerikanischer Politiker. Zwischen 1847 und 1849 vertrat er den dritten Wahlbezirk des Bundesstaates Mississippi im US-Repräsentantenhaus.

## Werdegang
Das genaue Geburtsdatum wie auch der genaue Geburtsort von Patrick Tompkins sind nicht bekannt. Nach einer eher schlechten Schulausbildung studierte er Jura. Im Anschluss an seine Zulassung als Rechtsanwalt begann er in Vicksburg in seinem neuen Beruf zu arbeiten. Dort wurde er auch Bezirksrichter.
Politisch wurde Tompkins Mitglied der Whig Party. Bei den Kongresswahlen des Jahres 1846 wurde er als deren Kandidat in das US-Repräsentantenhaus in Washington, D.C. gewählt. Dort trat er am 4. März 1847 die Nachfolge des Demokraten Robert W. Roberts an. Tompkins blieb bis zum 3. März 1849 nur eine Legislaturperiode im Kongress. In dieser Zeit war er Vorsitzender des Ausschusses zur Kontrolle der Ausgaben des Marineministeriums.
Nach seiner Zeit im Kongress schloss sich Tompkins im Jahr 1849 den vielen Auswanderern nach Kalifornien an, die hofften, dort durch Goldfunde reich zu werden. Patrick Tompkins starb im Mai 1853 in San Francisco und wurde dort auch beigesetzt.